# Dikbıyık, Tutak
Dikbıyık là một xã thuộc huyện Tutak, tỉnh Ağrı, Thổ Nhĩ Kỳ. Dân số thời điểm năm 2011 là 656 người.